# 20-й отдельный зенитный артиллерийский дивизион
20-й отдельный зенитный артиллерийский дивизион - воинское подразделение вооружённых сил СССР в Великой Отечественной войне. Во время ВОВ существовало два формирования подразделения с одним и тем же номером в РККА и один в составе войск ПВО страны. Кроме того, 20-й зенитный артиллерийский дивизион имелся в составе ПВО Северного флота

## 20-й отдельный зенитный артиллерийский дивизион Юго-Западного фронта
В составе действующей армии во время ВОВ по соответствующему перечню с 22 июня 1941 года по 20 июня 1942 года.
На 22 июня 1941 года находился в составе 12-й армии, на 7 июля 1941 года находится на огневых позициях в районе Дубравка, Литовцы, потеряв за 5 июля 1941 года 4 орудия. Очевидно, избежал окружения под Уманью, однако потеряв всю материальную часть (на 28 июля 1941 года в составе дивизиона орудий не числится ) после чего до конца 1941 года находился в непосредственном подчинении штаба Юго-Западного фронта.
С декабря 1941 года действует в составе 6-й армии, в январе 1942 года принимает участие в Барвенково-Лозовской наступательной операции, в мае 1942 года - в Харьковском сражении.
20 июня 1942 года переименован в 52-й отдельный зенитный артиллерийский дивизион Юго-Западного и Сталинградского фронтов.

### Подчинение
| Дата            | Фронт (округ)      | Армия      | Корпус | Дивизия | Бригада | Примечания |
| --------------- | ------------------ | ---------- | ------ | ------- | ------- | ---------- |
| 22.06.1941 года | Юго-Западный фронт | 12-я армия | -      | -       | -       | -          |
| 01.07.1941 года | Юго-Западный фронт | 12-я армия | -      | -       | -       | -          |
| 10.07.1941 года | Юго-Западный фронт | 12-я армия | -      | -       | -       | -          |
| 01.08.1941 года | Южный фронт        | 12-я армия | -      | -       | -       | -          |
| 01.09.1941 года | Юго-Западный фронт | -          | -      | -       | -       | -          |
| 01.10.1941 года | Юго-Западный фронт | -          | -      | -       | -       | -          |
| 01.11.1941 года | Юго-Западный фронт | -          | -      | -       | -       | -          |
| 01.12.1941 года | Юго-Западный фронт | -          | -      | -       | -       | -          |
| 01.01.1942 года | Юго-Западный фронт | 6-я армия  | -      | -       | -       | -          |
| 01.02.1942 года | Юго-Западный фронт | 6-я армия  | -      | -       | -       | -          |
| 01.03.1942 года | Юго-Западный фронт | 6-я армия  | -      | -       | -       | -          |
| 01.04.1942 года | Юго-Западный фронт | 6-я армия  | -      | -       | -       | -          |
| 01.05.1942 года | Юго-Западный фронт | 6-я армия  | -      | -       | -       | -          |
| 01.06.1942 года | Юго-Западный фронт | -          | -      | -       | -       | -          |

## 20-й отдельный зенитный артиллерийский дивизион 20-й танковой дивизии
В составе действующей армии во время ВОВ по соответствующему перечню с 22 июня 1941 года по 9 сентября 1941 года.
На 22 июня 1941 года дислоцируется в Изяславе. Действовал на Юго-Западном фронте в составе 20-й танковой дивизии. Несмотря на дату прекращения боевых действий дивизионом в соответствии с Перечнем № 31, имеются сведения о том, что дивизион 19 сентября 1941 года действовал в составе 13-й армии Брянского фронта, будучи приданным 132-й стрелковой дивизии. ¹

### Подчинение
Смотри статью о 20-й танковой дивизии.
Расформирован 9 сентября 1941 года.

## 20-й зенитный артиллерийский дивизион ПВО
Сформирован в составе 2-го корпуса ПВО в составе трёх батарей среднего калибра (76-мм зенитных орудий) и одной батареи малого калибра (37-мм зенитные пушки) за счёт резервной материальной части корпуса.
В составе действующей армии во время ВОВ по соответствующему перечню с 28 июня 1941 года по 31 декабря 1944 года.
Дивизион 28 июня 1941 года занял позицию в районе Невской Дубровки с задачей прикрытия 8-й ГЭС. Всю войну действовал в составе 2-го корпуса ПВО (с апреля 1942 года Ленинградская армия ПВО) в Ленинграде, исключая ноябрь-декабрь 1941 года, когда дивизион передавался в подчинение 8-й армии, для обороны перевалочных баз близ Ладожского озера

## 20-й зенитный артиллерийский дивизион ПВО Северного флота
В составе действующей армии во время ВОВ по соответствующему перечню с 20 сентября 1944 года по 9 мая 1945 года.
Очевидно прикрывал объекты флота в Норвегии после окончания Петсамо-Киркенесской операции